# Bülow (Familienname)
Bülow ist ein deutscher Familienname.

## Namensträger

### A
- Adam Heinrich Dietrich von Bülow (1757–1807), deutscher Militärschriftsteller
- Adolf von Bülow (Amtmann) (Adolf Hartwig Heinrich von Bülow, 1787–1816), deutscher Verwaltungsjurist
- Adolf von Bülow (General, 1837) (Karl Adolf Leopold von Bülow, 1837–1907), deutscher General der Kavallerie
- Adolf von Bülow (General, 1844) (Georg Hartwig Adolf von Bülow, 1844–1919), deutscher Generalleutnant
- Adolf von Bülow (General, 1850) (Adolf Wilhelm Ernst von Bülow, 1850–1897), deutscher Generalmajor
- Adolf Gottlieb von Bülow (1795–1841), deutscher Landmarschall und Landrat
- Albert von Bülow (1829–1892), deutscher Generalmajor
- Albert Bülow (1883–1961), deutscher Politiker (SPD)
- Alexander von Bülow (Staatsminister) (1829–1901), deutscher Politiker, Staatsminister in Mecklenburg-Schwerin
- Alexander von Bülow (Schriftsteller) (1883–1973), deutscher Schriftsteller
- Andreas von Bülow (* 1937), deutscher Politiker (SPD)
- Arthur Bülow (1901–1988), deutscher Jurist und Ministerialbeamter
- Axel Graf Bülow (* 1952), deutscher Lobbyist und Politiker (FDP)

### B
- Babette von Bülow (Pseudonym Hans Arnold; 1850–1927), deutsche Schriftstellerin
- Barthold Hartwig von Bülow (1611–1667), schwedischer General
- Bernd von Bülow (* 1933), deutscher Chemiker und Biologe
- Bernhard von Bülow (1849–1929), deutscher Politiker und Staatsmann
- Bernhard Ernst von Bülow (1815–1879), dänischer und deutscher Diplomat
- Bernhard Joachim von Bülow (1747–1826), deutscher Diplomat und Oberhofmarschall
- Bernhard-Viktor Christoph-Carl von Bülow, eigentlicher Name von Loriot (1923–2011), deutscher Humorist, Satiriker und Zeichner
- Bernhard Vollrath von Bülow (1820–1864), deutscher Diplomat
- Bernhard Wilhelm von Bülow (1885–1936), deutscher Diplomat
- Bodo von Bülow (1834–1904), deutscher Jurist und Staatsrat

### C
- Carl von Bülow (1857–1933), deutscher Zoologe und Chemiker
- Clara Bülow (1822–1914), deutsche Schriftstellerin
- Claus von Bülow (1926–2019), britischer freigesprochener Mordverdächtiger
- Christina von Bülow (* 1962), dänische Jazzmusikerin
- Cuno Josua von Bülow (1658–1733), deutscher Generalfeldmarschall

### D
- Daniel Gottlieb von Bülow (1718–1757), deutscher Oberst
- Daniela von Bülow (1860–1940), Tochter von Cosima Wagner
- Detlev von Bülow (Oberstallmeister) (1829–1886), deutscher Gutsbesitzer und Hofbeamter
- Detlev von Bülow (1854–1926), deutscher Verwaltungsjurist
- Dietrich von Bülow (1460–1523), deutscher Geistlicher, Bischof von Lebus

### E
- Edeltraud Bülow (* 1937), deutsche Linguistin und Hochschullehrerin
- Emil von Bülow (1817–1903), deutscher Geistlicher, Provinzial der Jesuiten
- Ernst von Bülow-Cummerow (1775–1851), deutscher Landwirt, Publizist, Nationalökonom und Politiker

### F
- Frank Bülow (* 1967), deutscher Popmusiker, Singer und Songwriter
- Franz Joseph von Bülow (1861–1915), deutscher Oberleutnant, Schriftsteller und LGBT-Aktivist
- Frederik Rudbek Henrik von Bülow (1791–1858), dänischer Generalleutnant
- Frida von Bülow (1822–1894), deutsche Jugendliebe von Fritz Reuter
- Frieda von Bülow (1857–1909), deutsche Schriftstellerin
- Friedrich von Bülow (Bischof) († 1375), Bischof von Schwerin
- Friedrich von Bülow (Minister) (1698–1738), preußischer Kriegsminister
- Friedrich von Bülow (Feldzeugmeister) (1711–1776), Feldzeugmeister
- Friedrich von Bülow (Verwaltungsjurist, 1762) (1762–1827), deutscher Verwaltungsjurist, Regierungspräsident von Soldin
- Friedrich von Bülow (Oberst, 1774) (1774–1865), deutscher Oberst, Festungskommandant von Cosel
- Friedrich von Bülow (Verwaltungsjurist, 1868) (1868–1936), deutscher Verwaltungsjurist, Regierungspräsident von Bromberg
- Friedrich von Bülow (1870–1916), deutscher Kapitän zur See, siehe Friedrich von Bülow (Marineoffizier) #Namensgleichheit
- Friedrich von Bülow (Marineoffizier) (1870–1929), deutscher Konteradmiral
- Friedrich von Bülow (Manager) (1889–1984), deutscher Industriemanager
- Friedrich Bülow (Nationalökonom) (1890–1962), deutscher Nationalökonom und Soziologe
- Friedrich von Bülow (Schauspieler) (1913–2012), deutscher Schauspieler
- Friedrich Ernst von Bülow (1736–1802), deutscher Offizier, Gutsbesitzer und Landschaftsdirektor
- Friedrich Gotthard von Bülow (1688–1768), kursächsischer Diplomat und Minister
- Friedrich Gottlieb von Bülow (1831–1898), deutscher Rittergutsbesitzer und Politiker
- Friedrich Wilhelm Bülow von Dennewitz (1755–1816), deutscher General der Infanterie
- Fritz von Bülow (1933–1993), dänischer Jazzmusiker

### G
- Gabriele von Bülow (1802–1887), Tochter von Wilhelm von Humboldt und Gemahlin von Heinrich von Bülow
- Georg von Bülow (Generalmajor) (1853–1936), deutscher Generalmajor
- Georg Freiherr von Bülow (1872–1954), deutscher Marineoffizier und Gründer der Marine-Offizier-Hilfe
- Georg Bernhard von Bülow (1768–1854), deutscher Förster, Rittergutsbesitzer und Politiker
- Georg Ludwig von Bülow (1751–1822), deutscher Offizier, Gutsbesitzer und Lauenburgischer Erblandmarschall
- Georg-Ulrich von Bülow (1911–2000), deutscher Cellist, Musikpädagoge und Hochschullehrer
- Gerda von Bülow (Musikerin) (1904–1990), dänische Violinistin und Musikpädagogin
- Gerda von Bülow (Archäologin) (* 1945), deutsche Archäologin
- Gertrud von Bülow (1844–1927), deutsche Schriftstellerin und Frauenrechtlerin
- Gottfried von Bülow (1831–1907), deutscher Archivar und Historiker
- Gottfried Philipp von Bülow (1770–1850), deutscher Staatsmann und Historiker

### H
- Hans von Bülow (Politiker, 1774) (1774–1825), deutscher Staatsmann
- Hans von Bülow (General, 1816) (1816–1897), preußischer General der Artillerie
- Hans von Bülow (1830–1894), deutscher Musiker, Dirigent und Komponist
- Hans von Bülow (1884–1956), deutscher Verwaltungsjurist in der Provinz Posen, vertretungsweise Landrat in Hohensalza und Filehne, Großgrundbesitzer in Dieskau bei Halle
- Hans Adolf von Bülow (1857–1915), deutscher Diplomat
- Hans Adolf Karl von Bülow (1807–1869), deutscher Staatsminister
- Harry von Bülow-Bothkamp (1897–1976), deutscher Fliegeroffizier
- Hartwig von Bülow (Domdechant) (1568–1639), deutscher Gutsherr und Domdechant
- Hartwig von Bülow (Generalmajor) (1871–1939), deutscher Generalmajor
- Hedwig von Bülow, deutsche Übersetzerin
- Heinrich von Bülow (1792–1846), deutscher Staatsmann
- Heinrich I. von Bülow († 1347), deutscher Geistlicher, Bischof von Schwerin
- Heinrich von Bülow gen. Grotekop († vor 1395 oder 1415), deutscher Adliger, Kriegsherr und Raubritter
- Heinrich August Wilhelm von Bülow (1782–1839), deutscher Oberforstmeister
- Helene von Bülow (1816–1890), deutsche Stifterin
- Hermann von Bülow (1842–1906), deutscher Richter

### J
- Jan Bülow (* 1996), deutscher Schauspieler
- Jaspar von Bülow (1836–1878), deutscher Verwaltungsjurist und Hofmarschall
- Jaspar Friedrich von Bülow (1794–1871), deutscher Hofbeamter und Oberhofmarschall von Mecklenburg-Schwerin
- Jobst Heinrich von Bülow (1683–1762), deutscher Klosterhauptmann
- Johann von Bülow (* 1972), deutscher Schauspieler
- Johann Albrecht von Bülow (1708–1776), deutscher General

### K
- Kai Bülow (* 1986), deutscher Fußballspieler
- Karl von Bülow (1846–1921), deutscher Generalfeldmarschall
- Karl von Bülow (Richter) (1834–1910), deutscher Richter
- Karl Eduard von Bülow (1803–1853), deutscher Dichter
- Karl-Ulrich von Bülow (1862–1914), preußischer Generalmajor
- Kurd von Bülow (1899–1971), deutscher Geologe

### L
- Lars Bülow (* 1984), deutscher Germanist
- Leonhard Bülow (1817–1890), deutsch-baltisch-russischer Porträt-, Genre- und Historienmaler

### M
- Manfred Bülow (* 1952), deutscher Handballschiedsrichter
- Marco Bülow (* 1971), deutscher Politiker (Die PARTEI)
- Margarethe von Bülow (1860–1884), deutsche Novellistin
- Margret Bülow-Schramm (* 1944), deutsche Soziologin und Hochschullehrerin
- Marie von Bülow (1848–1929), Berliner Salonière, siehe Maria Beccadelli di Bologna
- Marie von Bülow (Schauspielerin) (geb. Marie Schanzer; 1857–1941), österreichisch-deutsche Schauspielerin
- Morten Bülow (* 1999), dänischer Basketballspieler

### O
- Oskar von Bülow (1837–1907), deutscher Rechtswissenschaftler
- Otto von Bülow (General) (1812–1895), dänischer Generalmajor
- Otto von Bülow (Diplomat) (1827–1901), deutscher Diplomat
- Otto von Bülow (Marineoffizier) (1911–2006), deutscher Marineoffizier

### P
- Paul Bülow (1842–1889), deutscher Porträtmaler sowie Lithograf
- Paula von Bülow (1833–1920), deutsche Dichterin, Malerin und Oberhofmeisterin
- Peter Bülow (1941–2024), deutscher Rechtswissenschaftler

### R
- Rudolf von Bülow (1873–1955), deutscher Diplomat

### S
- Sunny von Bülow (1932–2008), US-amerikanische Erbin

### T
- Tim Bülow (* 1998), deutscher Schauspieler

### V
- Vicco von Bülow (Bernhard-Viktor Christoph-Carl von Bülow; 1923–2011), deutscher Humorist, Satiriker und Zeichner, siehe Loriot
- Vicco von Bülow (Tiermediziner) (1930–2013), deutscher Tierarzt und Hochschullehrer
- Vicco von Bülow (Theologe) (* 1967), deutscher Theologe und Kirchenrat
- Vicco von Bülow-Schwante (1891–1970), deutscher Diplomat
- Vincent Bülow (* 1995), deutscher Handballspieler
- Vivianna Torun Bülow-Hübe (1927–2004), schwedische Designerin
- Vollrath von Bülow (1771–1840), mecklenburg-schwerinscher Kammerherr, Oberstallmeister und Leiter des Landgestüts Redefin

### W
- Werner Bülow (1918–2010), deutscher Jurist und Heimatforscher
- Wilhelm Bülow († 1864), deutscher Maler, Zeichner und Lithograf
- Wilhelm von Bülow (1850–1929), Mitglied des preußischen Abgeordnetenhauses und der Deutschen Kolonialgesellschaft